# سابولچ (روستا)
سابولچ (به مجاری:  Szabolcs) یک منطقهٔ مسکونی در مجارستان است که در سابولچ-ساتمار-برگ واقع شده‌است. سابولچ ۵٫۸۸ کیلومتر مربع مساحت و ۴۳۱ نفر جمعیت دارد.